# Roodebergia
Roodebergia é um género monotípico de plantas com flores pertencentes à família Asteraceae. A única espécie é Roodebergia kitamurana.
A sua área de distribuição nativa é na África do Sul, mais especificamente em Transvaal.